# Kim Frank

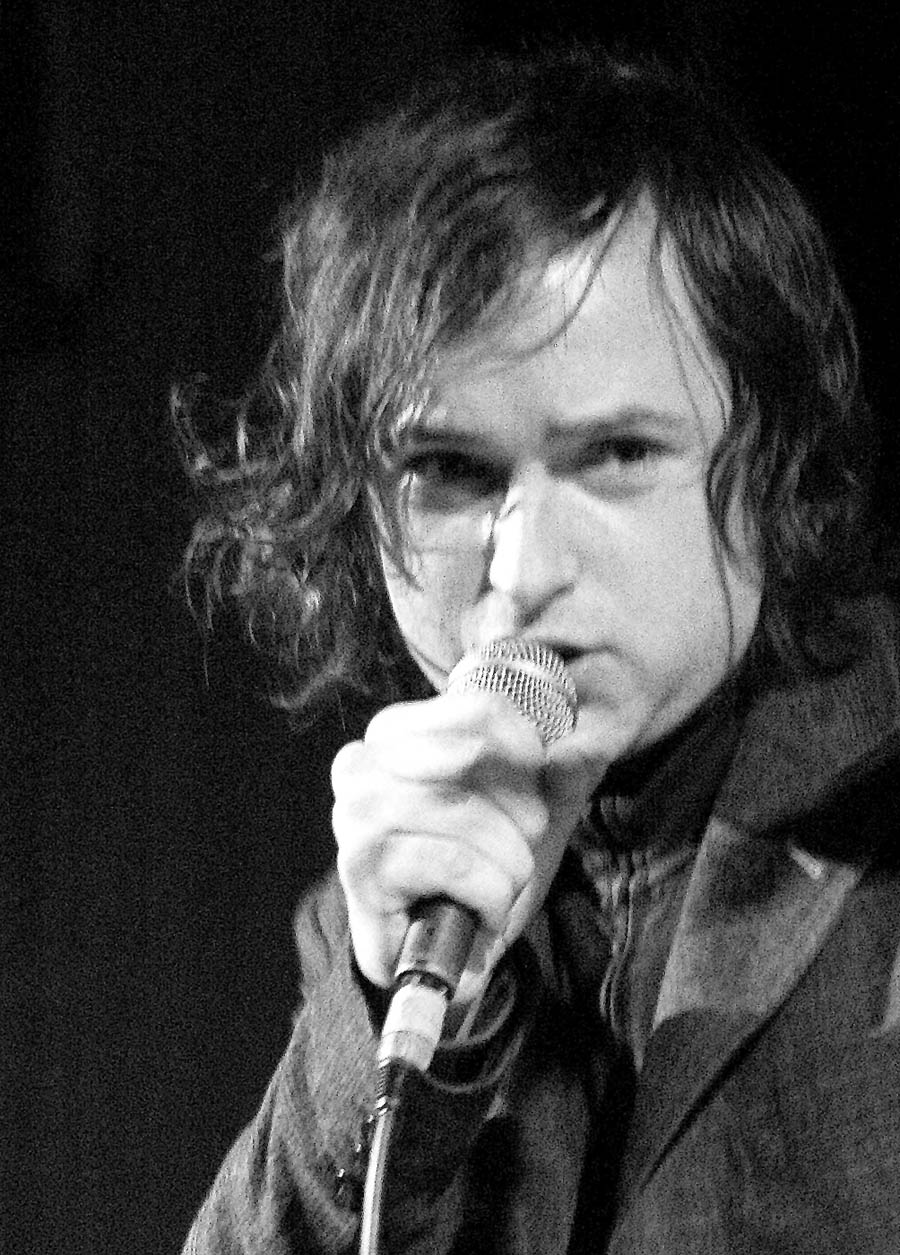
Kim Alexander Frank

Kim Alexander Frank (Flensburg, 24 mei 1982) is een Duitse zanger en acteur.

## Biografie
Samen met vier medeleerlingen op de Kurt-Tucholsky-Schule in Flensburg richtte hij de band Echt op die in 1998 haar eerste album uitbracht. Het het album Freischwimmer en vooral de hits Du trägst keine Liebe in dir en Weinst du? zorgden ervoor dat de band snel populariteit verkreeg.
In 2003 begon Frank nummers voor een solo-album te schrijven dat op 2 maart 2007 onder de naam Hellblau verschenen is. Op 9 februari 2007 werd de single Lara uitgegeven. Op dezelfde dag trad Frank met het nummer Lara op bij de Bundesvision Song Contest van TV Total voor Sleeswijk-Holstein en eindigde op de derde plaats. In de lente van 2007 maakte Frank een videoclip voor zijn nummer Zwei Sommer samen met de vier finalisten Anni, Milla, Mandy en Aneta in een uitzending van Germany’s Next Topmodel.

## Discografie

### Albums metEcht
| 9 oktober 1998    | Echt               | 5  | 16 | — |
| 10 september 1999 | Freischwimmer 1    | 1  | 6  | 9 |
| 18 maart 1999     | Live bei Overdrive | —  | —  | — |
| 2001              | Recorder           | 21 | 59 | — |

1verscheen opnieuw in 2000 met het nummer Junimond en als Festival-editie met enige live-opnames
Solo
| Uitgavedatum  | Titel    | Hitlijstposities | Hitlijstposities | Hitlijstposities |
| Uitgavedatum  | Titel    | DE               | AT               | CH               |
| ------------- | -------- | ---------------- | ---------------- | ---------------- |
| 16 maart 2007 | Hellblau | 28               | —                | —                |

### Singles metEcht
| 1998 | Alles wird sich ändern       | Echt          | 55 | 36 | —  |
| 1998 | Wir habens getan             | Echt          | 23 | 17 | —  |
| 1998 | Wo bist du jetzt?            | Echt          | 20 | 22 | 29 |
| 1999 | Fort von mir                 | Echt          | 30 | —  | —  |
| 1999 | Du trägst keine Liebe in dir | Freischwimmer | 7  | 10 | 17 |
| 1999 | Weinst du                    | Freischwimmer | 7  | 15 | 11 |
| 2000 | Junimond                     | Freischwimmer | 12 | 29 | 37 |
| 2000 | 2010                         | Freischwimmer | 88 | —  | —  |
| 2001 | Wie geht es dir so           | Recorder      | 55 | —  | —  |
| 2001 | Stehengeblieben              | Recorder      | —  | —  | —  |

Solo
| Uitgavedatum     | Titel                          | Hitlijstposities | Hitlijstposities | Hitlijstposities |
| Uitgavedatum     | Titel                          | DE               | AT               | CH               |
| ---------------- | ------------------------------ | ---------------- | ---------------- | ---------------- |
| 12 mei 2000      | 48 Stunden met Oceana Mahlmann | 93               | —                | —                |
| 23 februari 2007 | Lara                           | 15               | 58               | —                |
| 25 mei 2007      | Zwei Sommer                    | 89               | —                | —                |

### Dvd's metEcht
- 2000: Crazy Platinum Edition (dvd met 6 live-video's, de making-of van Junimond en de gelijknamige videoclip)

## Filmografie
Als regisseur
- 2018: Wach
- 2023: ECHT – Unsere Jugend

Als artiest
- 2005: NVA
- 2005: Himmel und Huhn (synchroonstem)

Als regisseur van muziekvideo's
- 1998: Echt – Fort von mir
- 2000: Echt – Junimond
- 2001: Echt – 2010
- 2003: Echt – Wie geht es Dir so
- 2008: Bosse – Tanz mit mir
- 2008: Ruben Cossani – Mitgefühl, Besser jetzt
- 2008: The Glam – All the Universe
- 2009: Fehlfarben – Wir warten
- 2009: Johannes Oerding – Für die Welt
- 2009: Anajo – Jungs weinen nicht
- 2010: Roman Fischer – Into your head
- 2010: Cäthe – Unter meiner Haut
- 2010: Lloyd Cole – Writers retreat
- 2011: Anajo – Meine Wege
- 2012: Fehlfarben – Platz da
- 2012: Fayzen – Richtung Meer
- 2013: Fayzen – Rosarot
- 2013: Adel Tawil feat. Sido und Prinz Pi – Aschenflug
- 2013: Elif – Nichts tut für immer weh
- 2013: Elif covert Fayzen – Rosarot
- 2013: Fayzen covert Elif – Feuer
- 2013: Guaia Guaia – Neues Land
- 2014: Adel Tawil – Weinen
- 2014: Andreas Bourani – Auf uns
- 2014: Oliver Koletzki feat. Fran – Up in the Air
- 2014: Mark Forster feat. Sido – Au revoir
- 2014: Adel Tawil feat. Matisyahu – Zuhause
- 2014: Andreas Bourani – Auf anderen Wegen
- 2014: Mark Forster – Flash mich
- 2014: Adel Tawil – Kartenhaus
- 2015: Revolverheld – Deine Nähe tut mir weh
- 2015: Michael Patrick Kelly – Shake away
- 2015: Eveline Hall – Carved Into a Stone
- 2015: Andreas Bourani – Ultraleicht
- 2015: Mark Forster – Bauch und Kopf
- 2015: Madsen – Kompass
- 2016: Udo Lindenberg – Durch die schweren Zeiten
- 2016: Jochen Distelmeyer – Video Games
- 2016: Mark Forster – Wir sind groß
- 2016: Mark Forster – Chöre
- 2017: Mark Forster – Sowieso
- 2017: Amanda – Blau
- 2017: Fayzen – Wundervoll
- 2017: Mark Forster – Kogong
- 2018: Mark Forster feat. Gentleman – Like a Lion
- 2018: Mark Forster – Einmal
- 2020: Mark Forster – Übermorgen
- 2021: Mark Forster – Ich frag die Maus
- 2021: Mark Forster x Lea – Drei Uhr nachts
- 2023: Mark Forster feat. Kontra K – Wenn du mich vergisst

## Hoorspelen
- 2002: aflevering 106 Die drei ??? Mann ohne Kopf (als Jeffrey)
- 2020: Enthüllt (regie en spreekrol)

## Prijzen
- 1999: Goldene Schallplatte
  - 1x goud voor Freischwimmer (album)
  - 1x goud voor Du trägst keine Liebe in dir (single)
- 2000: Bambi